# Lennart Alexandersson
Lennart Alexandersson (Suécia, 31 de março de 1947) é um ex-jogador de futebol sueco que jogou pelo Halmstads BK nas décadas de 1960 e 1970. Ele é o pai de jogadores de futebol, Niclas e Daniel Alexandersson. 

## Carreira
Em 1965, Halmstads foi rebaixado para a Division 3. De 1966 a 1968, a equipe recuperou o status de Division 2 após dominar a Division 3 com uma diferença de 87-23, um recorde no sistema de liga sueco. Após o retorno triunfante de Halmstads à Division 2, Alexandersson e outros três companheiros de equipe se tornaram os primeiros jogadores contratados pelo clube. 

Depois de se aposentar do futebol, Lennart se estabeleceu em Falkenberg com sua esposa e três filhos. Dois de seus filhos acabaram tocando no Halmstads BK. Seu filho Niclas ajudou a liderar a equipe no Svenska Cupen em 1995. Ele tem dois netos de seu filho Niclas e a nora Frida chamados Tilda e Noah.